# Yankou (socken i Kina, Sichuan)
Yankou (kinesiska: 岩口乡, 岩口) är en socken i Kina. Den ligger i provinsen Sichuan, i den sydvästra delen av landet, omkring 340 kilometer öster om provinshuvudstaden Chengdu. Antalet invånare är 12 243. Befolkningen består av 5 970 kvinnor och 6 273 män. Barn under 15 år utgör 26,0 %, vuxna 15-64 år 65 %, och äldre över 65 år 8,0 %.
Genomsnittlig årsnederbörd är 1 660 millimeter. Den regnigaste månaden är september, med i genomsnitt 325 mm nederbörd, och den torraste är december, med 10 mm nederbörd.